# 国务院教育督导委员会
国务院教育督导委员会，是中华人民共和国国务院成立的国务院议事协调机构，负责教育督导工作。

## 沿革
1983年7月，在北京召开的全国普通教育工作会议上，教育部提出《建立普通教育督导制度的意见》，要求县以上教育行政部门均设立督学机构。1984年8月，国务院批准教育部内设视导室，负责巡视、检查和指导帮助全国各地普教工作。1986年10月，教育部视导室更名国家教委督导司，标志着教育督导制度的正式恢复和建立。1987年3月，国家教委发出《关于转发〈国家教委督导工作座谈会纪要〉的通知》，要求各地将各级督导机构逐步建立起来。1991年，国家教委颁布《教育督导暂行规定》。
1993年国务院机构改革中，中央编委批准建立国家教育督导团，设教育督导团办公室，挂靠在国家教委基础教育司。2000年1月3日，中央编办下发《关于原国家教委督导团更名的批复》，同意将原国家教委教育督导团更名为“国家教育督导团”。
2010年，《国家中长期教育改革和发展规划纲要（2010-2020年）》提出，“（六十五）完善督导制度和监督问责机制。制定教育督导条例，进一步健全教育督导制度。探索建立相对独立的教育督导机构，独立行使督导职能。健全国家督学制度，建设专职督导队伍。坚持督政与督学并重、监督与指导并重。加强义务教育督导检查，开展学前教育和高中阶段教育督导检查。强化对政府落实教育法律法规和政策情况的督导检查。建立督导检查结果公告制度和限期整改制度。”
2010年起，教育部开始探索成立相对独立的教育督导机构，教育部教育督导团办公室开展了国外制度的比较和国内试点分析，并在天津市开展了教育督导体制改革试点，天津市在全国率先成立了由分管教育工作的副市长担任主任的天津市人民政府教育督导委员会。
2012年8月26日，《国务院办公厅关于成立国务院教育督导委员会的通知》（国办发〔2012〕45号）称，“为贯彻落实《国家中长期教育改革和发展规划纲要（2010-2020年）》，进一步健全我国教育督导体制，国务院决定成立国务院教育督导委员会。”
2012年8月29日国务院第215次常务会议通过《教育督导条例》，2012年9月9日中华人民共和国国务院令第624号公布，自2012年10月1日起施行。该条例第四条规定：“国务院教育督导机构承担全国的教育督导实施工作，制定教育督导的基本准则，指导地方教育督导工作。”“国务院教育督导机构和县级以上地方人民政府负责教育督导的机构（以下统称教育督导机构）在本级人民政府领导下独立行使督导职能。”
2013年7月26日，国务院教育督导委员会举行第一次全体会议，国务院副总理、国务院教育督导委员会主任刘延东出席会议并讲话。

## 职责
2012年《国务院办公厅关于成立国务院教育督导委员会的通知》规定，国务院教育督导委员会的主要职责是：“研究制定国家教育督导的重大方针、政策；审议国家教育督导总体规划和重大事项；统筹指导全国教育督导工作；聘任国家督学；发布国家教育督导报告。”

## 组成人员
| 2012年《国务院办公厅关于成立国务院教育督导委员会的通知》确定的组成人员是： 主任 - 刘延东（国务委员） 副主任 - 袁贵仁（教育部部长） - 江小涓（国务院副秘书长） 委员 - 朱之鑫（发展改革委副主任） - 刘利民（教育部副部长） - 陈小娅（科技部副部长） - 黄明（公安部副部长） - 王伟（监察部副部长） - 张少春（财政部副部长） - 王晓初（人力资源社会保障部副部长） - 郭允冲（住房城乡建设部副部长） - 刘谦（卫生部副部长） - 侯凯（审计署副审计长） | 2013年《国务院办公厅关于调整国务院教育督导委员会组成人员的通知》（国办发〔2013〕45号）调整后的组成人员是： 主任 - 刘延东（国务院副总理） 副主任 - 袁贵仁（教育部部长） - 江小涓（国务院副秘书长） 委员 （不详） |

| 2018年7月11日《国务院办公厅关于调整国务院教育督导委员会组成人员的通知》（国办发〔2018〕60号）调整后的组成人员是： 主任 - 孙春兰（国务院副总理） 副主任 - 陈宝生（教育部部长） - 丁向阳（国务院副秘书长） 委员 - 连维良（发展改革委副主任） - 朱之文（教育部副部长） - 黄卫（科技部副部长） - 陈肇雄（工业和信息化部副部长） - 陈改户（国家民委副主任） - 侍俊（公安部副部长） - 余蔚平（财政部副部长） - 汤涛（人力资源社会保障部副部长） - 王广华（自然资源部副部长） - 易军（住房城乡建设部副部长） - 张桃林（农业农村部副部长） - 曾益新（卫生健康委副主任） - 尚勇（应急部副部长） - 唐军（市场监管总局副局长） |

## 办事机构
教育部教育督导局（简称教育部督导局），与国务院教育督导委员会办公室（简称国务院教育督导办）合署办公，是中华人民共和国教育部内设机构。

### 沿革
2012年《国务院办公厅关于成立国务院教育督导委员会的通知》规定，国务院教育督导委员会办公室设在教育部，承担委员会日常工作。2016年2月1日，《教育部办公厅关于教育督导团办公室更名及职责调整的通知》（教人厅〔2016〕1号）称，“根据教育督导工作需要，经中央机构编制委员会办公室批准，我部教育督导团办公室更名为教育督导局，加挂国务院教育督导委员会办公室牌子。”“教育督导局的主要职责是：拟定教育督导的规章制度和标准，指导全国教育督导工作；依法组织实施对各级各类教育的督导评估、检查验收、质量监测等工作；起草国家教育督导报告；承办国务院教育督导委员会的具体工作。”

### 职责
根据有关规定，教育部督导局（国务院教育督导办）承担下列职能：
1. 拟定教育督导的规章制度和标准，指导全国教育督导工作；
2. 依法组织实施对各级各类教育的督导评估、检查验收、质量监测等工作；
3. 起草国家教育督导报告；
4. 承办国务院教育督导委员会的具体工作。

### 机构设置
根据有关规定，教育部督导局（国务院教育督导办）设置下列机构：
- 综合处
- 义务教育督导处
- 专项督导处
- 学校督导处
- 督学管理处
- 评估监测处

### 历任领导
历任办公室主任、副主任是：

| 主任 - 何秀超（2012年－2016年，教育部教育督导团办公室主任；2016年4月28日－，教育部教育督导局局长） …… - 田祖荫（2018年11月13日－2023年4月18日） - 范唯（2023年11月－） | 副主任 - 林仕梁（2012年－2016年，教育部教育督导团办公室副主任；2016年4月28日－2018年1月12日，教育部教育督导局副局长，正司级） - 周坚（2012年－2016年，教育部教育督导团办公室副主任；2016年4月28日－2017年4月1日，教育部教育督导局副局长） - 向明灿（2017年4月12日－？，教育部教育督导局副局长） - 郭佳（2017年4月28日－，教育部教育督导局副局长、一级巡视员） - 杨宇（？－） - 马杰（2022年10月－） |